# PK/PD理論
PK/PD理論（PK/PDりろん、PK/PD Theory）とは薬物の作用を薬物動態学 (Pharmacokinetics, PK) と薬力学 (Pharmacodynamics, PD) の組み合わせにより解析することである。

## PK/PD理論の誕生
薬物動態の解析は以前より行われており、患者の血液サンプルより血中濃度を測定し、薬効の評価及び副作用の発現回避に役立てられてきた。その一方で抗菌薬をより適切に使用することを目的として研究が続けられた。その結果抗菌薬の薬効発現予測には血中濃度だけでは不十分であり、菌側の感受性や薬物の感染組織移行性についても加味して検討する必要性が出てきた。そこで生まれたPK/PD理論は薬物動態学と薬力学を合わせた理論であり、抗菌薬のより有効かつ安全な投与方法を設計することが可能となった。

## 抗菌薬のPK/PD
抗菌薬は濃度依存性に効果を示すものと時間依存性のものとが存在する。濃度依存性タイプとは名前の通り、抗菌薬の血中濃度が高いほど殺菌作用が強くなるタイプであり、アミノグリコシド系やニューキノロン系が該当する。抗真菌薬ではトリアゾール系やポリエンマクロライド系、キャンディン系が濃度依存性の効果を持つ。濃度依存性タイプは下記に解説するPK/PDパラメータのうち、Cmax/MICあるいはAUC/MICが薬効と相関する。
一方、時間依存性タイプとは血中濃度が最小発育阻止濃度 (MIC) を上回っている時間(T/MIC)が多いほど薬効が強くなるタイプであり、β-ラクタム系やグリコペプチド系、カルバペネム系、抗真菌薬のフルシトシンが当てはまる。

## パラメーター

### PKパラメーター

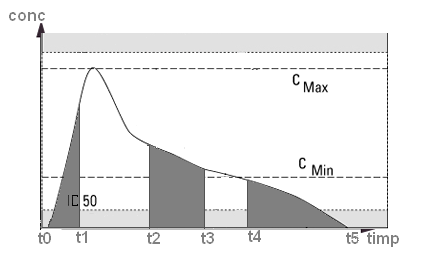
血中濃度曲線とAUC

最高血中濃度(Cmax)
薬剤を投与した後、ピークとなる時の薬物血中濃度。
血中濃度曲線下面積(Area Under the Curve,AUC)
薬物血中濃度を縦軸に濃度、横軸に時間となるようグラフ化したとき、血中濃度曲線下の面積をAUCと定義する。右のグラフでは血中濃度曲線を時間0(投与直後)から無限大まで積分した値がAUCになる。
{\displaystyle AUC=\int _{0}^{\infty }C(t)\,dt}

### PDパラメーター
最小発育阻止濃度(Minimum Inhibitory Concentration,MIC)
抗菌薬添加下において18時間以上細菌を培養した際に、その細菌の発育を阻止する抗菌薬の最小濃度である。

### PK/PDパラメーター

#### %T>MIC(Time above MIC,TAM)
薬物血中濃度が定常状態に達した後、24時間中血中濃度がMICを超えている時間の割合(%)を%T>MICとする。%T>MICがどのくらいの値になれば有効となるかは抗菌薬により若干異なる。%T>MICを増やすには一回の投与量を増やすよりも投与回数を増やすことが有効であるため、%T>MICを指標とする薬剤は通常、臨床において一日複数回の投与が行われる。

#### Cmax/MIC
Cmax/MICは濃度依存性タイプの薬物の作用と相関するパラメータであり、定常状態のCmaxをMICで割った値である。ゲンタマイシン(GM)やアミカシン(AMK)などのアミノグリコシド系の薬物がCmax/MICを指標としているが、1日1回にある程度の量を投与してCmaxを高くすることで強い抗菌作用が期待できる。しかし、アミノグリコシド系は副作用として腎障害を引き起こすことが知られており、繰り返し薬剤を投与した際の投与直前値(トラフ値)が十分に低い値になっていない場合に副作用が多く発生する。そのため、有効性と安全性を高めるために薬物血中濃度モニタリング(TDM)で血中濃度の推移を十分に観察し、高いピーク値と低いトラフ値を維持するように心がける。Cmaxを高くしたいばかりに過量投与とならないよう注意すべきである。

#### AUC/MIC
AUC/MICは定常状態の総AUC値をMICで除することで求められる値である。他のパラメータ同様、AUC/MICもまた薬剤により目標とする値が異なる。AUCは薬剤投与量により変動する値であり、投与回数は影響しない。AUC/MICが目標値に届かない場合には投与量を増大させる必要がある。

#### Cpeak
Cpeak、すなわちピーク値とは薬の組織への分布が完了し、血液と組織の間の濃度が平衡状態となった時点の濃度である。Cmax、すなわち、最高血中濃度とは血中で最大となった薬の濃度を指す。すなわち、ピーク値と最高血中濃度は混同されやすいが、別のパラメータである。

#### Ctrough
Ctrough、すなわちトラフ値とは定常状態における薬物濃度の最低値、TDMを行いつつ複数回投与される薬剤において次の投与直前の濃度である。

## 耐性菌の出現とPK/PD
MIC以上の濃度で抗菌作用があらわれることは前述のとおりであるが、たとえMIC以上に血中濃度を保っていたとしても生き残る菌が存在する。それらの中には突然変異により薬剤に耐性を獲得してしまうものもある(いわゆる耐性菌)。耐性菌は自然環境下においても少ないながら生まれているが、抗菌薬の不適切な使用は耐性菌出現率を上昇させる因子となる。耐性菌の出現を抑えるためには確実に殺菌を行わなければならないわけであるが、そのためにはMICよりさらに高い変異株出現阻止濃度(MPC)にまで濃度を上げる必要がある。言い換えれば、MIC以上MPC以下の領域で耐性菌が生まれる可能性がある事になる。この濃度領域を耐性菌選択濃度域(MSW)と呼ぶ。MPC/MICが小さい、つまりMSWが狭いほど耐性菌が生じにくいと言える。
これまで1日複数回投与だったニューキノロン系抗菌薬であるレボフロキサシン(LVFX)が2009年より1日1回に用法が変わった。例えば今までの用法で1日3回投与を行った場合、血中濃度は1日に3回上下を繰り返すわけであり、MSWを通過する時間も長くなるため耐性菌が出現しやすくなってしまう。そこで考案された1日1回投与法はMSW通過時間(Time inside MSW)も減少する上、高いCmaxも得ることができるため、より有用な投与法であると言える。

## PK/PDの解析手法

### ポピュレーション解析
ポピュレーション解析とは患者母集団の血中濃度データからコンピュータを用いて薬物動態パラメータを解析する手法である。ポピュレーション解析により疾患ごとに薬物動態の特性が把握できる。

### モンテカルロシミュレーション
モンテカルロシミュレーションとはコンピュータで乱数を発生させて何千回ものシミュレーションを繰り返したデータからある濃度の抗菌剤を投与した際にPK/PDパラメータが目標値を達成する確率を割り出し、抗菌薬の適切な用法・用量を設定する方法である。モンテカルロシミュレーションは原因菌が不明な場合の経験的治療(エンピリックセラピー)にも有用な手法である。